# 루이자 할랜드
루이자 할랜드(Louisa Harland, 1993년 또는 1994년 ~ )는 아일랜드의 배우이다.